# صايص
صايص أو صايس أو سيس هي بلدية في مقاطعة أورن في شمال غرب فرنسا.
تقع على نهر أورن على بعد ٥ كم من مصدره و ٢٠ كم شمال شمال شرق ألنسون . محطة صايص لديها وصلات سكك حديدية إلى Argentan و Caen و Le Mans.